# Emblemaria hyltoni
Emblemaria hyltoni is een straalvinnige vissensoort uit de familie van snoekslijmvissen (Chaenopsidae). De wetenschappelijke naam van de soort is voor het eerst geldig gepubliceerd in 1976 door Johnson & Greenfield.